# Muralla de Olmedo
La muralla de Olmedo data del siglo XI (debido a su situación en las Comunidades de Villa y Tierra), y está situada en el municipio vallisoletano de Olmedo, Castilla y León (España). De la muralla original de la ciudad sólo queda en pie la tercera parte, estando mejor conservada la zona norte y oriental. De los accesos tan sólo se conservan los de San Miguel y el de la Villa.

## Galería de imágenes

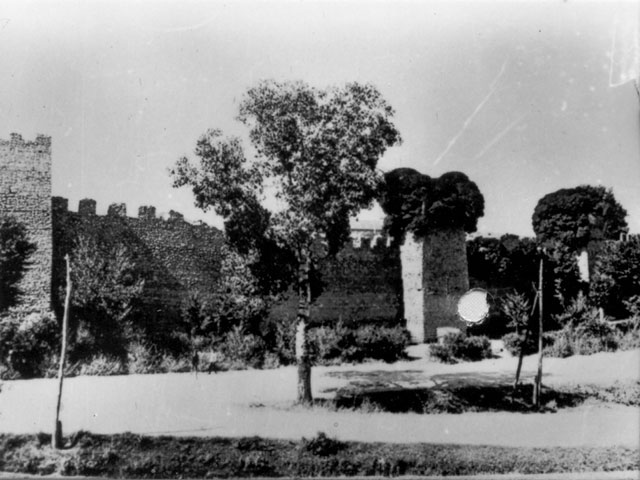
Imagen antigua de parte de la muralla.
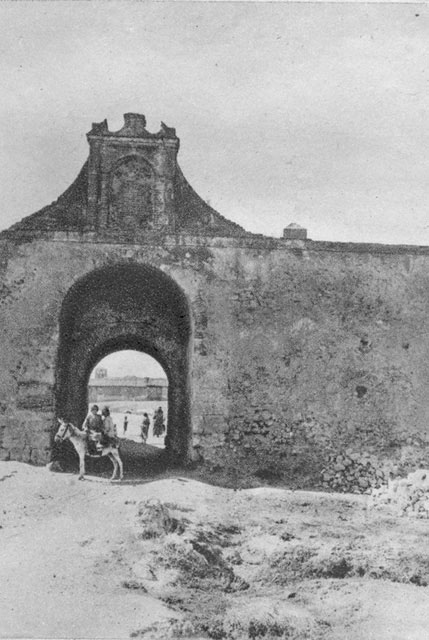
Imagen antigua de la "Puerta de San Pedro", que ya no existe.
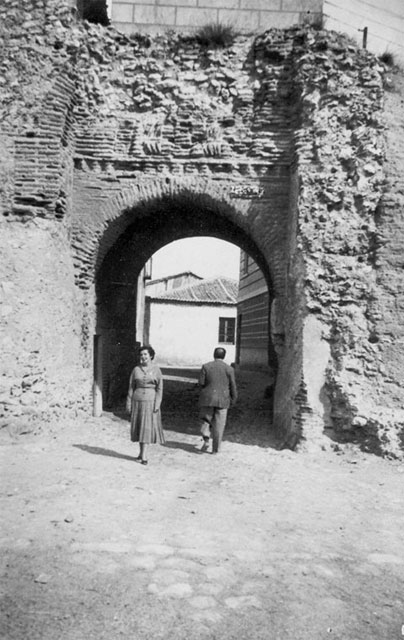
Imagen antigua de la "Puerta de la Villa", que es una de las 2 que aún se conservan.